# 14 septembre 1938
Le mercredi 14 septembre 1938 est le 257e jour de l'année 1938.

## Naissances
- Janine Écochard, personnalité politique française
- Kakuei Kin (mort le 4 janvier 1985), écrivain japonais
- Nicol Williamson (mort le 16 décembre 2011), acteur britannique
- Tiziano Terzani (mort le 28 juillet 2004), journaliste et écrivain italien

## Décès
- Adam Karrillon (né le 12 mai 1853), écrivain et médecin allemand
- Haïm Sturmann (né le 2 janvier 1892), colon juif

## Événements
- Premier vol du dirigeable LZ 130 Graf Zeppelin II, sister-ship du LZ 129 Hindenburg.